# Effets de soleil sur l'eau
Effets de soleil sur l'eau est un tableau réalisé par le peintre français André Derain vers 1906 à Londres, au Royaume-Uni. Cette huile sur toile est un paysage fauve qui représente les reflets sur un plan d'eau d'un soleil couchant perçant des nuages. Rappel des travaux de Joseph Mallord William Turner puis de Claude Monet face à la Tamise, l'œuvre est conservée au musée de l'Annonciade, à Saint-Tropez.